# Urbicídio

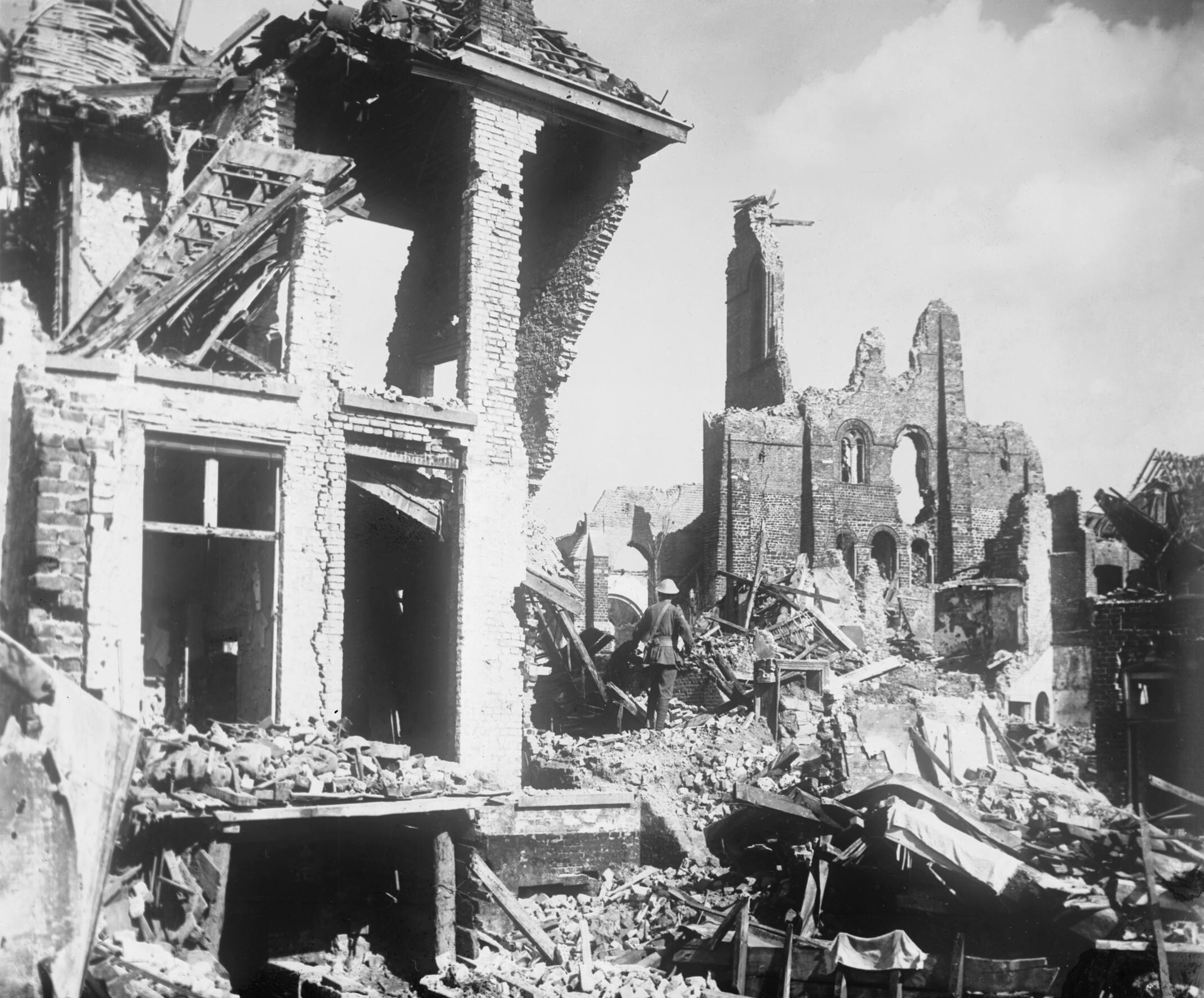
A cidade de Ypres durante a Primeira Guerra Mundial

Urbicídio (do Latim: urbs: cidade + occido: matar) é um termo que descreve a destruição deliberada ou "assassinato" de uma cidade, por meios diretos ou indiretos.
O termo foi cunhado pela primeira vez pelo autor de ficção científica Michael Moorcock em 1963 e posteriormente utilizado por urbanistas e arquitetos para descrever práticas de reestruturação urbana no século XX nos Estados Unidos. Ada Louise Huxtable em 1968 e Marshall Berman em 1996 escreveram sobre reestruturação urbana (e destruição) em áreas como o Bronx, destacando os impactos do desenvolvimento agressivo na experiência social urbana. O termo surgiu em uma era de rápida globalização e urbanização. Embora as tendências de urbanização no último século tenham levado a um foco na violência e destruição no contexto da cidade, a prática do urbicídio tem milhares de anos.
Especialmente após o cerco de Sarajevo, o termo passou a ser cada vez mais utilizado para descrever violência direcionada especificamente para a destruição de uma área urbana. No final das Guerras Iugoslavas, o urbicídio começou a surgir como um conceito jurídico distinto no direito internacional. As exatas limitações e definição deste termo continuam sendo debatidas. Como o estudo do urbicídio intersecta várias disciplinas, incluindo política internacional, antropologia e sociologia, tem sido difícil para acadêmicos e formuladores de políticas estabelecer uma definição precisa que satisfaça todas essas áreas.

## Terminologia
O termo "urbicídio" tem suas raízes na palavra latina urbs, que significa "cidade", e occido, que significa "massacrar". Em 1944, Raphael Lemkin definiu genocídio como "um plano coordenado de diferentes ações com o objetivo de destruir fundamentos essenciais de grupos nacionais, visando a aniquilação dos próprios grupos". No entanto, esse termo não abordava a violência não direcionada aos corpos humanos. O primeiro uso registrado do termo "urbicídio" foi feito por Michael Moorcock na novela Elric "Dead God's Homecoming" (Science Fantasy #59, Nova Publishing, junho de 1963). Após a destruição de Sarajevo, o termo ganhou mais uso comum, sendo encontrado nos trabalhos de Marshall Berman (1987) e Bogdan Bogdanović. Em sua publicação de 1992 "Mostar '92", um grupo de arquitetos bósnios de Mostar usou o termo urbicídio para definir a violência contra a estrutura da cidade, como a destruição da ponte de Mostar, um uso consistente com o uso anterior de Marshall Berman para descrever atos semelhantes de violência na Bósnia. O termo "urbicídio" está sendo cada vez mais utilizado por arquitetos, urbanistas, acadêmicos e historiadores para ajudar a descrever e entender guerras contemporâneas e históricas em que as cidades já não podem ser consideradas refúgios seguros da guerra, mas sim parte do campo de batalha.
Alguns argumentam que o urbicídio deve ser entendido como parte do genocídio, pois destruir os lares das pessoas é destruí-las. Em seu livro Urbicídio, Martin Coward argumenta ao longo de uma linha semelhante. Em vez de usar "urbicídio" para toda violência contra a cidade, Coward utiliza o termo para denotar violência que busca aniquilar a diferença por meio da destruição da base material dessa diferença. O urbano é destinado a implicar a base material da heterogeneidade (ser com os outros como ser com a alteridade), e ele interpreta algumas instâncias de destruição da cidade como uma tentativa de destruir as bases materiais dessa heterogeneidade por filosofias fundacionais que fazem um 'apelo à origem'. O urbicídio, então, compartilharia o caráter aniquilador do genocídio, mas não necessariamente seu foco nos seres humanos como objeto de destruição.
A definição de urbicídio é interdependente das definições de cidade e violência. Em muitos incidentes de urbicídio, uma ou ambas essas definições foram removidas do contexto da situação pelo perpetrador. Ou a "cidade" que sofre a violência foi rebaixada de seu status de "cidade", ou o ato violento não é considerado violento. O significado das palavras cidade e violência torna-se, portanto, altamente importante ao classificar um ato como urbicídio.
Uma cidade é uma área composta por inúmeras instituições, residentes, indústrias e negócios sustentados por uma grande infraestrutura e uma população densa e diversificada. Uma cidade pode ser enquadrada de várias maneiras. Por exemplo, pode ser considerada um sistema econômico, no qual todas as relações sociais derivam de uma economia de mercado, e a cidade é produzida e moldada pelo mercado. Uma cidade também pode ser vista como um estado de espírito, no qual todas as pessoas que vivem na cidade compartilham a mesma consciência. Da mesma forma, pode ser vista como uma agregação de diferentes formas sociais/culturais, tornando as cidades um centro de heterogeneidade. Por fim, uma cidade pode ser vista sob uma perspectiva arquitetônica, como uma conglomeração de massas e espaços. Como Henri Lefebvre afirma, "uma cidade é, portanto, tudo o que é vivenciado, conhecido, representado, construído ou destruído como uma cidade."[carece de fontes?]
Violência é geralmente pensada como o uso de força física para ferir ou matar, mas sociólogos, historiadores, filósofos e outros estudiosos identificaram outras formas menos diretas de violência. Nancy Scheper-Hughes e Philippe Bourgois, em seu livro Violência em Guerra e Paz, afirmam que "a violência nunca pode ser compreendida apenas em termos de sua fisicalidade - força, assalto ou infligir dor - sozinha. A violência também inclui ataques à pessoa, dignidade, senso de valor ou valor da vítima. As dimensões sociais e culturais da violência são o que confere à violência seu poder e significado."[carece de fontes?]
Algumas das outras categorias são violência estrutural, violência simbólica, e violência promulgada pelo governo por meio de leis ou ações. Violência estrutural ocorre quando a estrutura de uma sociedade causa a violência. Exemplos incluem leis que criam acesso desigual a amenidades públicas ou afetam diferentes cidadãos com base em seu status na sociedade. Violência simbólica diz respeito a normas socialmente aceitas que são incorporadas ao longo do tempo, como os papéis de diferentes classes, gêneros e grupos étnicos. Finalmente, a violência política aborda o dano que o governo pode causar por meio de suas ações, seja por negligência ou ação. Todas essas formas de violência também podem ser caracterizadas no urbicídio.
Enquanto a destruição física dos edifícios de uma cidade é a forma mais óbvia de urbicídio, também pode ocorrer de maneiras menos perceptíveis. Governos que redefinem áreas da cidade como favelas ou "ilegítimas" podem levar a um tratamento desigual dos cidadãos. Para as pessoas que vivem nessas áreas, foi negada sua cidadania. A forma como um governo zoneia uma cidade também pode gerar violência. Embora não causem diretamente danos, certas combinações de zoneamento podem aumentar a violência, diminuir o valor das propriedades e forçar pessoas mais pobres a viver em um bairro indesejável.

## Casos

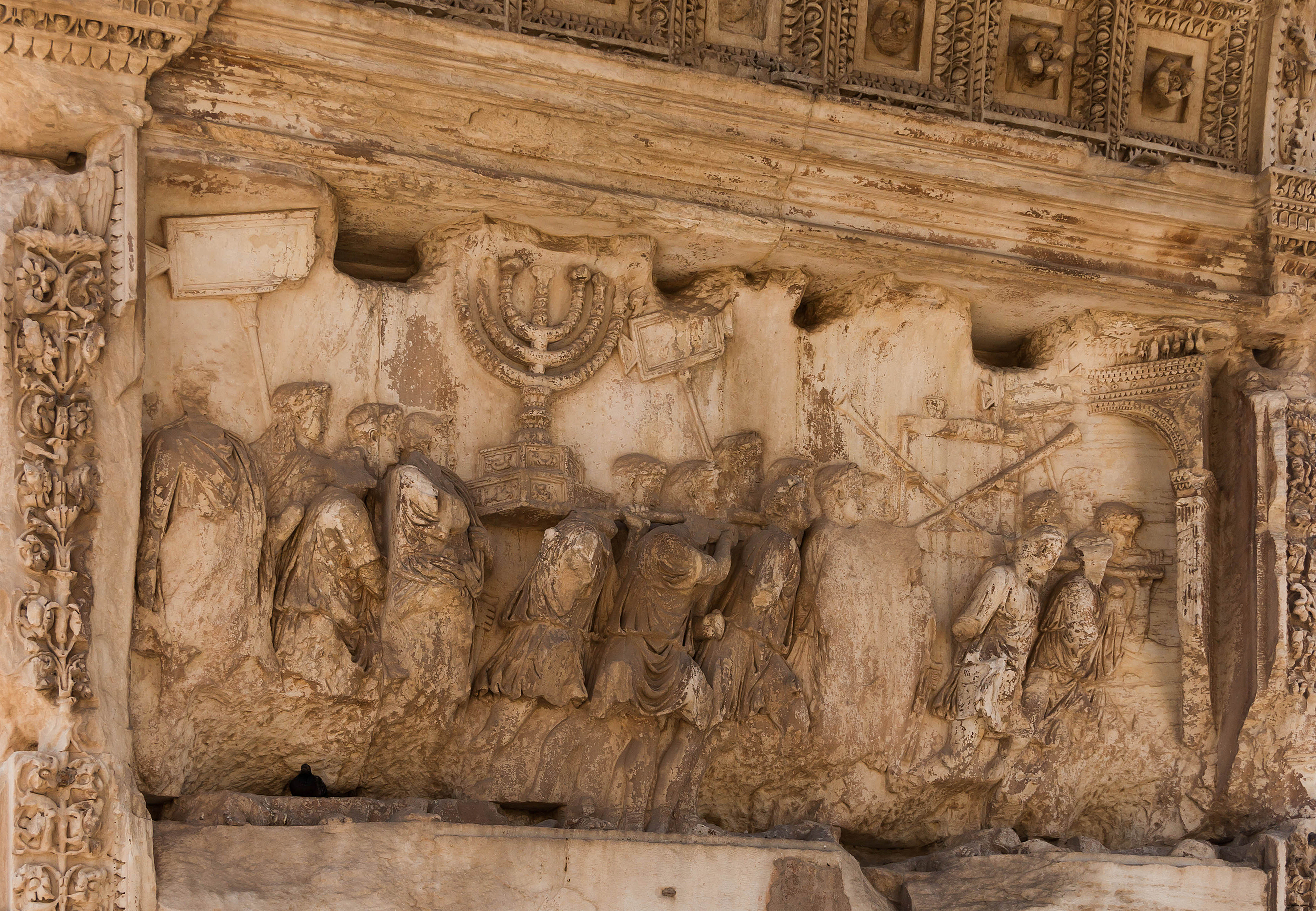
Um relevo no Arco de Tito em Roma, retratando o saque de Jerusalém por soldados romanos.

A natureza híbrida do termo "urbicídio" sugere que ele é ou uma estrutura radical através da qual se pode visualizar a destruição histórica de cidades, ou algo apropriado apenas ao "agora" e com qualidades obrigatórias no presente. Enquanto em suas primeiras manifestações modernas, o direcionamento e a destruição de cidades eram vistos como algo novo, fora das regras tradicionais da guerra europeia, Marshall Berman, um escritor e teórico político marxista americano, propõe que o urbicídio seja a história mais antiga do mundo. 
Em sua visão, os Livros de Jeremias e Lamentações do Antigo Testamento cobrem apropriadamente o urbicídio, ou marcam seu início. Em tempos posteriores, o Império Romano impôs a completa destruição de Jerusalém e uma paz cartaginesa igualmente devastadora, embora essas se provassem menos permanentes. Berman também citou a destruição de Tenochtitlán (1521), Moscou (1812), Dresden, Tóquio, Hiroshima e Nagasaki (todas essas em 1945). No entanto, a visão de Berman sobre eventos "urbicidas" potenciais está muito dentro do telos histórico marxista, que suprime a contingência do urbicídio na história, ou melhor, seu próprio telos. Coward acrescenta Mostar, Beirute, Belfast, a Cisjordânia e a Faixa de Gaza, e Nova York. P.D. Smith adiciona Detroit. 
As cidades americanas foram vítimas da recessão global dos anos 1970, agravada pelo declínio do investimento público e privado, o que resultou em uma deterioração urbana descrita como a "era dos escombros". Essa situação levou à guetização e ao êxodo em grandes áreas como o South Bronx. Frank D'Hont menciona diversos casos na Europa do final do século XX e critica como os planejadores urbanos europeus negligenciaram a preservação do tecido urbano "em tempos de guerra e conflito" sob a suposição de que o conflito não era um problema na Europa moderna. D'Hont incluiu os Bálcãs (com foco no Kosovo), Derry, Belfast, Nicósia, e até áreas guetificadas de Paris.
Muitas cidades são, em certo sentido, cidades imperiais, tendo criado um Império (Babilônia, Roma), ou sido criadas por um (Persépolis, Cairo, Filadélfia) ou amplamente expandidas (Bizâncio, Delhi) ou se tornaram a capital de uma (Pequim, Londres) ou receberam privilégios especiais de um império, por exemplo, como Cidades Imperiais Livres. Assim, há perspectivas que veem o urbicídio como parte de metas imperialistas mais amplas, por exemplo, na eliminação de cidades pela Camboja Comunista. Escritores e geógrafos como Mike Davis, Nurhan Abujidi e Stephen Graham representam algumas dessas correntes. A destruição deliberada dos nazistas de Varsóvia, assim como o cerco de Sarajevo pelos sérvios da Bósnia e Herzegovina, que levou à "cunhagem" da definição mais atual e popular de urbicídio, permanecem como os eventos históricos mais simbólicos representativos do urbicídio. Eventos recentes no Conflito Israelo-Palestino, Zimbábue, pós-Katrina em Nova Orleans, e Iraque também são exemplos significativos de urbicídio e podem ser considerados como um amplo espectro de "violência contra a cidade", indicando a fluidez ou discurso multifacetado do urbicídio.

### Varsóvia - Polônia

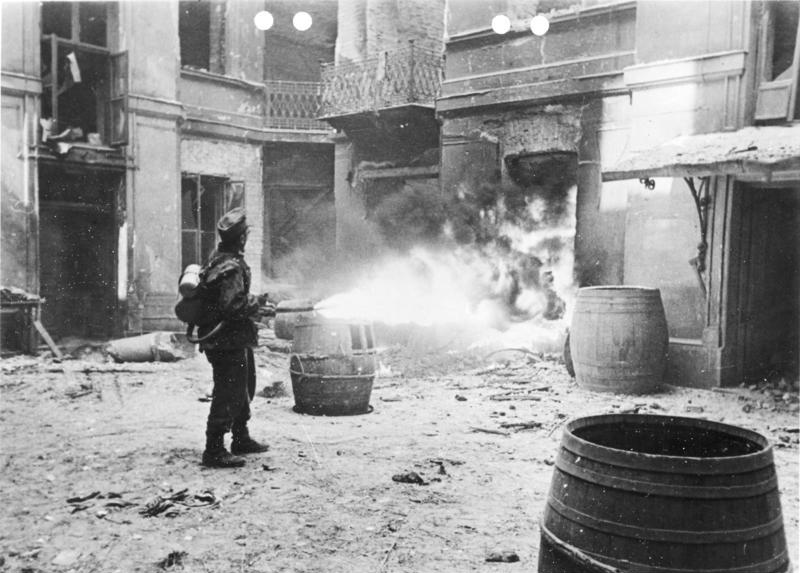
Um soldado alemão incendeia um prédio em Varsóvia

Durante a ocupação nazista da Polônia, a Alemanha Nazista deliberadamente arrasou a maior parte da cidade de Varsóvia após o Levante de Varsóvia de 1944. O levante enfureceu os líderes alemães, que decidiram dar um exemplo com a cidade, embora a Alemanha Nazista já tivesse selecionado Varsóvia para uma grande reconstrução como parte de sua política de Lebensraum e do Generalplan Ost, os planos para germanizar a Europa Central e Oriental e eliminar, limpeza étnica, ou escravizar as populações nativas polonesa e eslava.
"A cidade [de Varsóvia] deve desaparecer completamente da superfície da terra e servir apenas como estação de transporte para a Wehrmacht.
Nenhuma pedra pode permanecer de pé. Cada edifício deve ser demolido até os alicerces."

Chefe da SS Heinrich Himmler, conferência de oficiais da SS, 17 de Outubro de 1944.
Os nazistas dedicaram um esforço sem precedentes para destruir a cidade. Sua decisão comprometeu consideráveis recursos que poderiam ter sido utilizados no Frente Oriental e na recém-aberta Frente Ocidental após o Desembarque da Normandia. Os alemães destruíram 80–90% dos edifícios de Varsóvia e deliberadamente demoliram, queimaram ou roubaram uma parte imensa de seu patrimônio cultural, destruindo completamente a Cidade Velha em Varsóvia.

### Vukovar - Croácia

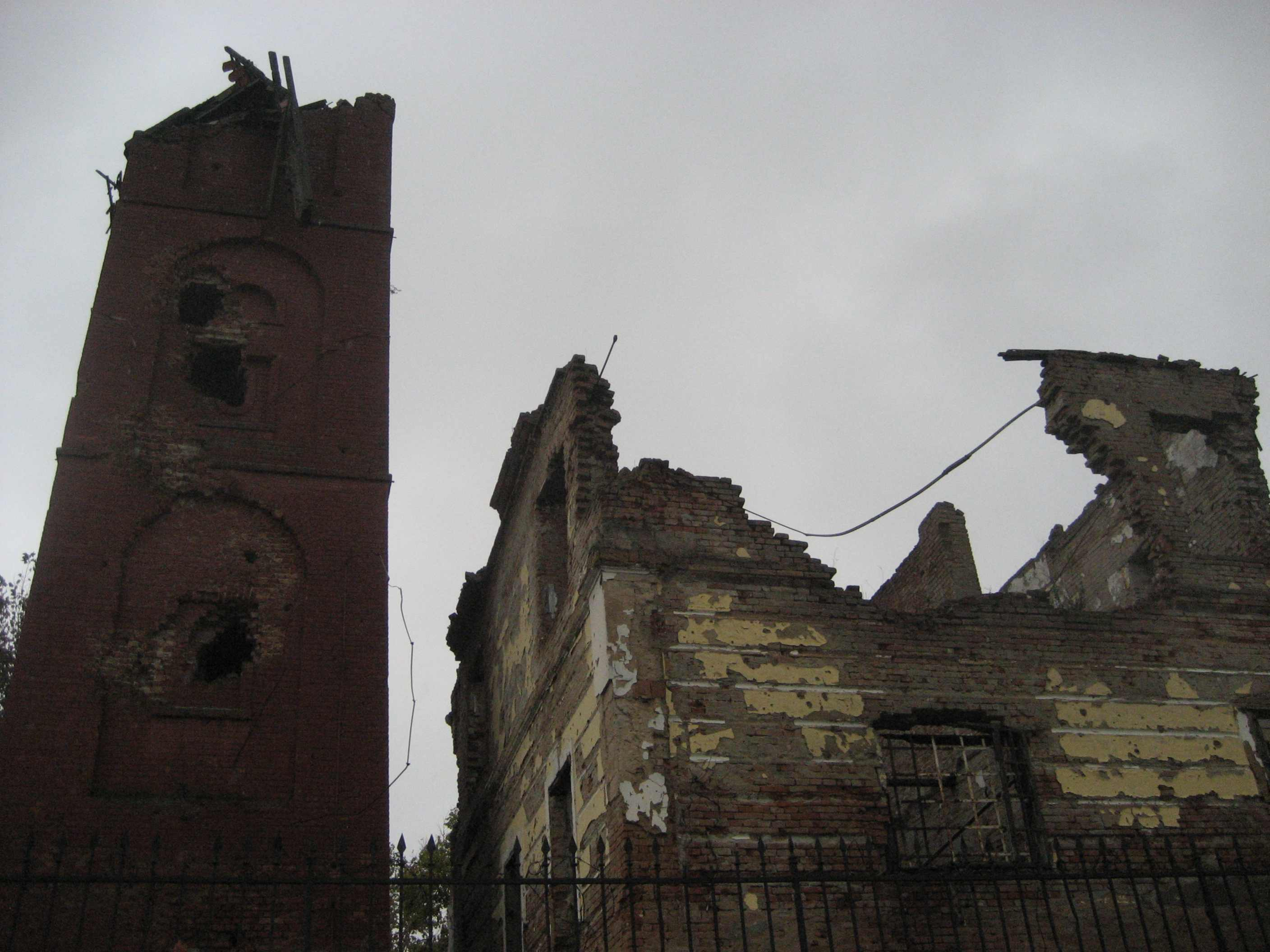
A queda de Vukovar foi acompanhada pela destruição da área. Castelo Eltz estava em ruínas.

O cerco de Vukovar foi uma campanha militar de 87 dias contra a cidade croata de Vukovar orientada pelo Exército Popular Iugoslavo, com o apoio de várias forças paramilitares sérvias, entre agosto e novembro de 1991, durante a Guerra de Independência da Croácia. Vukovar sofreu um bombardeio indiscriminado, no qual até um milhão de projéteis foram disparados contra a cidade, Três quartos dos edifícios da cidade foram destruídos. Entre eles estavam escolas, hospitals, igrejas, instalações de instituições públicas, fábricas, o Castelo Eltz medieval e a casa do cientista Lavoslav Ružička. Diversas fontes, como a Iniciativa Juvenil pelos Direitos Humanos na Sérvia, descreveram a destruição sistemática da cidade como urbicídio. A Iniciativa Juvenil pelos Direitos Humanos na Sérvia também criticou o Tribunal Penal Internacional para a antiga Iugoslávia em 2009 por não chegar a um veredicto sobre a destruição de Vukovar. Slobodan Milošević foi acusado, entre outras coisas, pela "destruição intencional" da cidade, mas morreu antes que um veredicto fosse alcançado. Goran Hadžić também foi indiciado na mesma categoria e também morreu enquanto aguardava julgamento em 2016.

### Sarajevo - Bósnia e Herzegovina
A violência em Sarajevo foi um produto da Guerra da Bósnia, que durou de 1992 a 1995, durante a qual as forças sérvias da República Srpska e do Exército Popular Iugoslavo sitiaram Sarajevo. Essa região era muito etnicamente diversa, abrigando tanto sérvios quanto eslavos muçulmanos. A violência é às vezes referida como limpeza étnica, que resultou em algumas das piores violências que esta região já viu. No final, o urbicídio resultou na completa aniquilação do ambiente construído de Sarajevo. Isso destruiu a infraestrutura da cidade e negou milhares de civis alimentos, água, medicamentos, etc. Na esteira dessa violência, os civis de Sarajevo também se tornaram vítimas de violações dos direitos humanos, incluindo estupro, execução e inanição. O governo da Bósnia e Herzegovina declarou o fim do cerco em 1996.

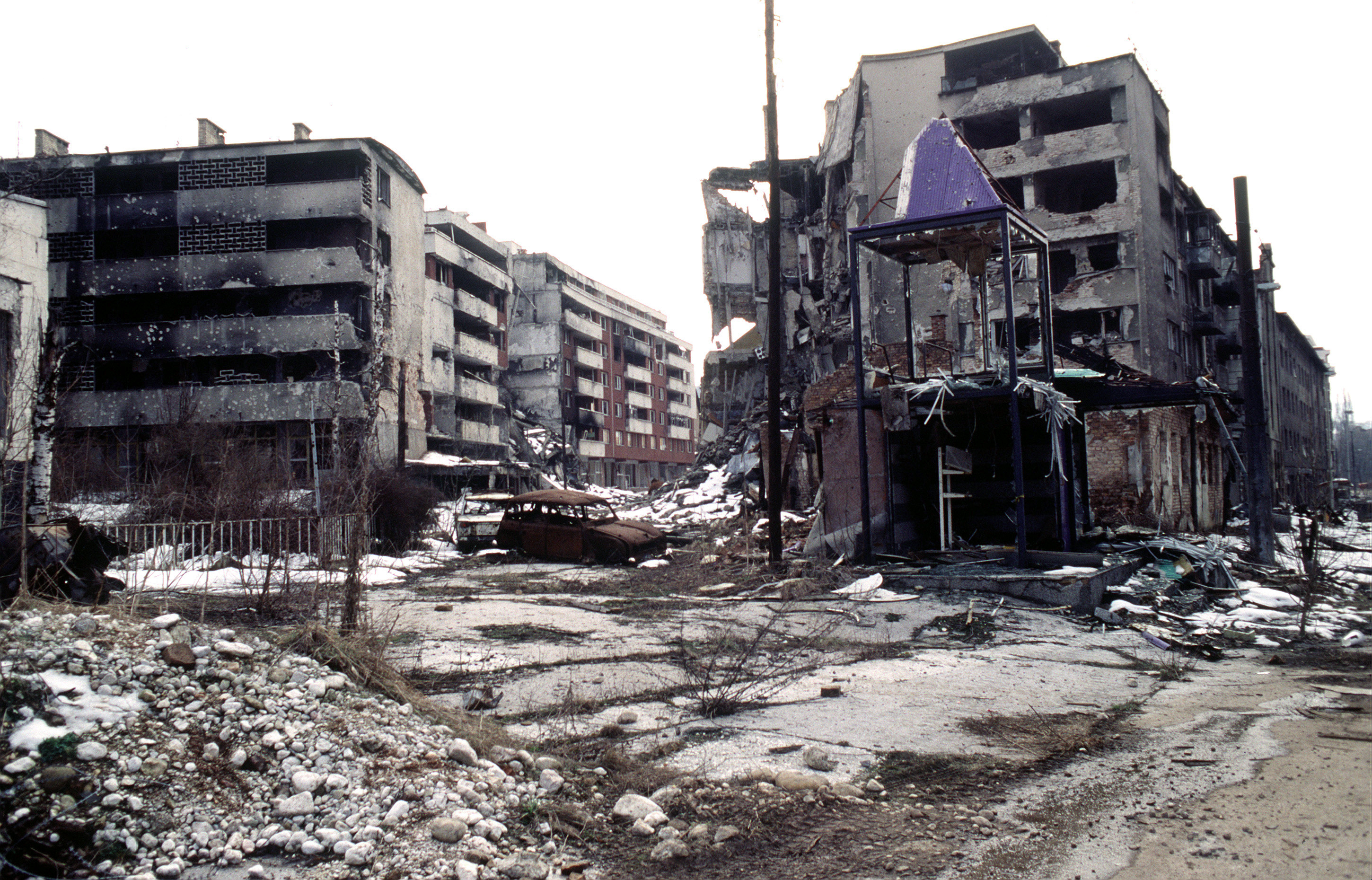
Edifícios de apartamentos fortemente destruídos em Sarajevo

O Tribunal Penal Internacional para a antiga Iugoslávia (TPIY) condenou quatro autoridades sérvias por inúmeras acusações de crimes contra a humanidade cometidos durante o cerco, incluindo terrorismo. Stanislav Galić e Dragomir Milošević foram condenados a prisão perpétua e a 29 anos de prisão, respectivamente. Seus superiores, Radovan Karadžić e Ratko Mladić, também foram condenados e receberam prisão perpétua.

### Zimbábue
Embora o termo "urbicídio" tenha sua origem na destruição e no direcionamento urbano associados às Guerras da Bósnia no início dos anos 1990, seus significados se desenvolvem historicamente e no presente. Eventos recentes no Zimbábue, enquanto se enquadram na definição de urbicídio como violência seletiva e destruição contra cidades, também posicionam o urbicídio fora da dinâmica da guerra genocida. 
A Operação Murambatsvina consistiu em uma campanha de violência direcionada contra diversas cidades, vilas, áreas urbanas periféricas e fazendas realocadas, resultando na destruição de habitações, mercados comerciais e outras estruturas "coletivas". Foi uma operação em grande escala, resultando estrategicamente no deslocamento de mais de 700.000 refugiados e "conscientemente" fabricando uma enorme crise humanitária. Além das óbvias violações dos direitos humanos, a Operação Murambatsvina é impressionante em sua capacidade de desvincular literalmente os pobres urbanos e rurais das estruturas coletivas essenciais para a existência cotidiana, em prol da dispersão, mas sem medidas estatais ativas para reintegrar essas pessoas em espaços governáveis.
Embora a Operação Murambatsvina tenha sido vista como urbicida, a questão foi levantada sobre se um quadro urbicida busca um subtexto diferente.

### Alepo - Síria
Robert Templer e AlHakam Shaar propuseram que a destruição deliberada de Aleppo durante a Batalha de Aleppo foi uma forma de "urbicídio".

### Mariupol, Marinka, Popasna - Ucrânia
Durante a invasão russa de 2022 à Ucrânia, o Exército Russo destruiu várias cidades no leste da Ucrânia, causando uma destruição deliberada da infraestrutura civil vital, incluindo em Severodonetsk, Kramatorsk, Mariupol e Bakhmut. Foi descrito pelo Instituto New Lines da seguinte forma: "desde o início da invasão do presidente russo Vladimir Putin à Ucrânia, a Rússia se envolveu em uma campanha sustentada e sistemática de urbicídio".

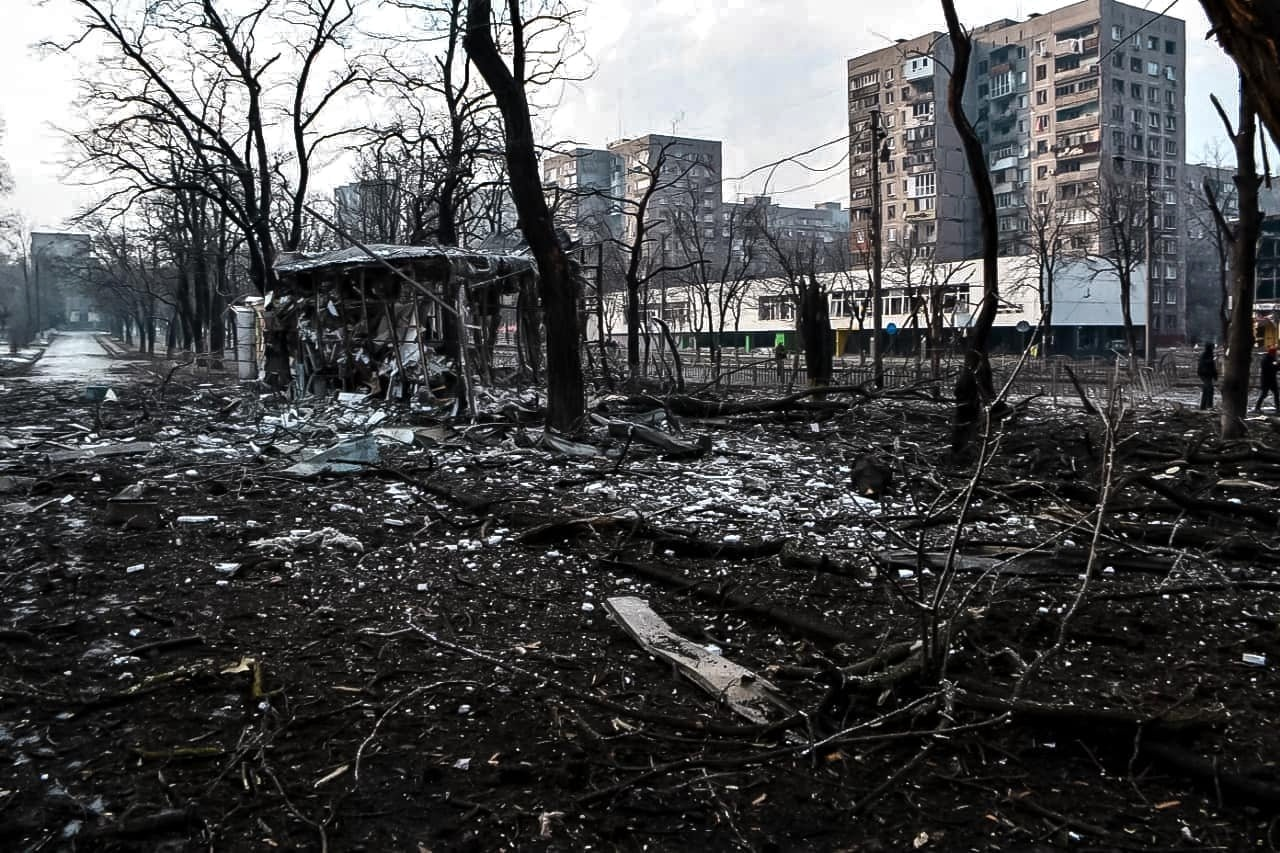
As ruas em Mariupol, 12 de março de 2022

O Exército Russo também perpetrava destruição indiscriminada de cidades ucranianas e destruição cultural, incluindo a apreensão e queima de livros ucranianos, arquivos históricos, e danificando mais de 240 locais de patrimônio ucraniano, 90% de Mariupol foi destruída pelo cerco russo de 2022. Marinka e Popasna também foram completamente destruídas e foram descritas como "terras devastadas pós-apocalípticas" e "cidades fantasmas".

### Palestina

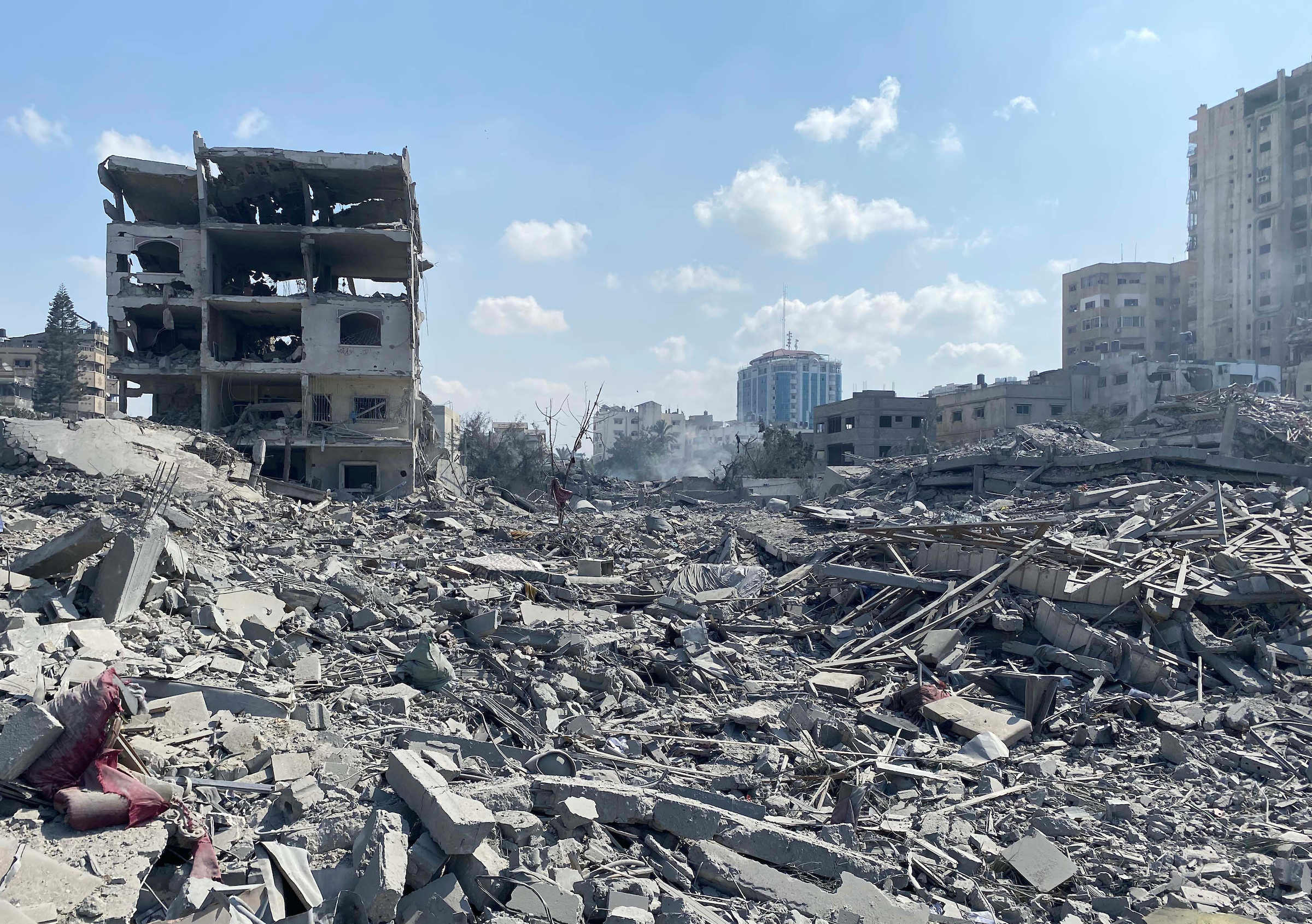
Destruição da guerra na Cidade de Gaza, outubro de 2023

A destruição israelense de cidades na Palestina foi descrita como um urbicida, especialmente Faixa de Gaza durante a guerra Israel-Hamas, quando mais da metade dos edifícios de Gaza foram danificados ou destruídos em janeiro de 2024. A devastação ultrapassa as fronteiras materiais; torna-se uma catástrofe social e cultural. Fatina Abreek Zubiedat, professora assistente da  Escola de Arquitetura Azrieli da Universidade de Tel Aviv, disse que a destruição desenfreada de Gaza está reduzindo a área urbana a "uma entidade a-histórica, algo presente fora da modernidade e da experiência global".

## Direitos Humanos
O discurso sobre direitos humanos fornece outra perspectiva através da qual podemos analisar o urbicídio, especialmente através do uso da Declaração Universal dos Direitos Humanos das Nações Unidas. O uso do termo urbicídio geralmente se refere à violência e destruição de edifícios e arquitetura, mas ao usar a Declaração da ONU juntamente com o urbicídio, o foco passa a ser nas pessoas. Ao observar atos violentos e como eles afetam as pessoas, sua cultura e sua segurança, o enfoque inevitavelmente se volta para os direitos humanos e, muitas vezes, esses atos de urbicídio também podem ser considerados violações dos direitos humanos.
Os casos a seguir são examinados aqui com um foco maior no aspecto dos direitos humanos. O termo urbicídio ainda pode ser aplicado, mas a linguagem dos direitos humanos pode permitir uma abordagem mais familiar a esses casos, já que muitas pessoas já estão cientes dos direitos gerais que as pessoas possuem. Esses direitos são explicitamente declarados aqui para demonstrar completamente como os direitos fundamentais estão sendo violados como parte do urbicídio:

### Sarajevo
O Artigo 3 da Declaração Universal dos Direitos Humanos da ONU afirma que todos têm o direito à vida, liberdade e segurança pessoal, e o Artigo 5 afirma que ninguém será submetido a tortura, ou a tratamento ou punição cruel, desumano ou degradante. No entanto, 20.000 mulheres e meninas muçulmanas foram estupradas por sérvios, milhares estavam desaparecidas e/ou executadas. Ao usar o termo urbicídio, os direitos humanos devem ser incluídos porque as atrocidades contra a população civil também afetam a cultura e o sentimento da cidade. Eles devem ser levados em consideração quando os efeitos do urbicídio de bombardeios e ações militares na região estão sendo examinados, pois mostram que o conflito foi mais do que simplesmente destruir os edifícios físicos da cidade; houve destruição de pessoas, de sua segurança e de suas comunidades.

### Zimbabwe
Pelo menos 700.000 zimbabuanos foram forçados a deixar suas casas urbanas e tiveram que criar novas vidas para si durante a Operação Murambatsvina em maio de 2005. Muitos dizem que isso viola o Artigo 25 da ONU, que afirma: Todos têm direito a um padrão de vida adequado para a saúde e bem-estar próprios e de suas famílias, incluindo alimentação, vestuário, moradia e cuidados médicos e serviços sociais necessários, e o direito à segurança em caso de desemprego, doença, invalidez, viuvez, velhice ou outras circunstâncias além de seu controle. O governo removeu à força esses cidadãos de onde moravam, conscientemente os deslocou, deixando-os sem recursos e acesso a comida, abrigo e cuidados de saúde.

## Direito Internacional
Até o momento, não há uma linguagem explícita mencionando o termo "urbicídio" no direito internacional e humanitário. Como o termo foi cunhado e interpretado apenas recentemente, durante a Guerra Civil Iugoslava na década de 1990, ele não atingiu a consciência pública e o discurso público a ponto de ser incorporado ao direito internacional. No entanto, se genocídio e urbicídio forem termos sinônimos, como alguns teóricos propõem, poderia ser argumentado que o urbicídio já é proibido pelo direito internacional. Também pode ser argumentado que o urbicídio, como destruição de espaços urbanos e habitações humanas, é tornando-se ilegal sob o direito internacional e o direito humanitário por meio dos efeitos de outras leis que lidam com a destruição do ambiente feito pelo homem e a dependência das pessoas dele. Essas leis incluem o direito a moradia adequada, o direito à vida e à privacidade, à integridade mental e à liberdade de movimento. O exemplo mais evidente de Sarajevo, onde o termo urbicídio teve origem parcial, demonstra claramente a violação desses direitos humanos básicos na população civil da cidade. Os testemunhos do urbicídio em Sarajevo, na produção cultural da literatura confessional durante o cerco, mostram claramente a queda dramática no padrão de vida, a tomada e militarização do espaço público e a luta diária dos cidadãos para obter suprimentos básicos como alimentos e água. Em outros casos, como a evacuação da Porta Farm e a demolição de assentamentos pelo governo local de Harare, há evidências de violação desses direitos humanos básicos, conforme especificado pelo Direito Internacional e pelo Pacto Internacional sobre Direitos Econômicos, Sociais e Culturais. Apesar das violações especificadas, no entanto, pode ser útil aplicar, assim como no caso do genocídio, o termo mais amplo "urbicídio" para esses e outros casos de destruição urbana.